# João Bauer
João Bauer (Baviera, 13 de novembro de 1849 – Brusque, 1 de maio de 1931) foi um empresário e político brasileiro.
Filho de Johann Balthasar Bauer e de Eva Katharina Schwab.
Foi candidato à Assembleia Constituinte Estadual de 1891, obtendo 2.175 votos e a 3ª suplência, tornando-se deputado constituinte e integrando a 1ª Legislatura (1891) no Congresso Representativo do Estado de Santa Catarina.